# Chamaetylas
Chamaetylas is een geslacht van vogels uit de familie van de Muscicapidae (Vliegenvangers). De wetenschappelijke naam van het geslacht is voor het eerst geldig gepubliceerd in 1860 door Heine.

## Soorten
De volgende soorten zijn bij het geslacht ingedeeld:
- Chamaetylas choloensis – Cholobergalethe
- Chamaetylas fuelleborni – Witborstalethe
- Chamaetylas poliocephala – Bruinborstalethe
- Chamaetylas poliophrys – Roodkeelalethe